# Tramonti
Tramonti es una localidad y comune italiana de la provincia de Salerno, región de Campania, con 4.119 habitantes.
Como parte de la Costa Amalfitana, Tramonti ha sido declarado Patrimonio de la Humanidad por la Unesco.

## Evolución demográfica
| Gráfica de evolución demográfica de Tramonti entre 1861 y 2001 |
|                                                                |
| Fuente ISTAT - elaboración gráfica de Wikipedia                |